# Bishop’s Stortford FC
A Bishop’s Stortford Football Club Bishop’s Stortfordban található, Hertfordshire-ben, Angliában. Jelenleg (2021) az Isthmian League legfelsőbb osztályában, a Premier Divisionben szerepelnek, és a Woodside Parkban játszanak.

## Történelem
A klubot a Checkers Hotelben hozták létre 1874. január 28-án. Kezdetben bíbor és zöld színben játszottak, első meccsüket két héttel később játszották, 2–1-es vereséget szenvedtek a Kelet-Angliai Non Konformista Gimnáziumtól.
1885-ben a Hertfordshire Megyei Labdarúgó Szövetség alapítói voltak, majd az 1890-es években elkezdtek a helyi bajnokságokban játszani. Csatlakoztak a Stansted & District League-hez, 1910–11-ben és 1912–13-ban megnyerték, és ugyanebben a korszakban a Saffren Walden & District League-be is bekerültek, 1911–12, 1912–13 és 1913–14-ben megnyerve.
Az első világháború után a Bishop's Stortford megnyerte a Stansted & District Ligát és az East Hertfordshire Ligát 1919–20-ban. 1921-ben csatlakoztak a Hertfordshire County County észak-keleti osztályához. 
Az 1970–71-es szezonban a Bishop's Stortford először jutott be az FA-kupa első fordulójába, 6–1-re veszített a Readingben. 1971-ben a klub áttért az Isthmian Ligára, és 1973-ban bejutott az FA-kupa második fordulójába, ahol 3–1-es vereséget szenvedett a Peterborough Unitednél egy újraátszás után. Eljutottak az FA Amatőr Kupa elődöntőjébe is, 1–0-ra kikaptak Slough Towntól. A következő szezonban azonban megnyerték a kupa utolsó kiadását, 4-1-re legyőzve az Ilfordot a Wembley-ben.
1977–78-ban a Bishop's Stortford végzett az Isthmian Liga Premier Divíziójának alján, és kiesett az első osztályba. Az első osztály bajnokaként tértek vissza 1980–81-ben, ebben a szezonban az FA Trophyt megnyerték 1–0-s győzelemmel a Sutton United ellen Wembley-ben, ezzel pedig az első olyan klub lett, amely megnyerte mind az FA Amatőr Kupát, mind az FA Trophyt. 
2020–21-ben eljutottak az FA-kupa első fordulójába, 3–3-as döntetlent követően 3–2-es vereséget szenvedtek Brackley Towntól büntetőkkel. 2024-25-ben is eljutottak a FA-kupa közelébe, a Braintree Town-al játszhatnak az Emirates FA kupába kerülésért október 12-én.